# Mahasti
Mahasti (en persan : مهستی) (née Khadijeh Dadehbala le 16 novembre 1946 à Tehran, décédée le 25 juin 2007 à Santa Rosa) était une chanteuse classique et pop iranienne. 
Eftechar Dadehbala (Mahasti) était la sœur cadette d'une autre chanteuse iranienne célèbre, Hayedeh. La voix de Mahasti a été découverte par Parviz Yahaghi, un compositeur et violoniste. Elle a été l'une des rares chanteuses à commencer sa carrière en chantant dans le programme radio de musique traditionnelle persane Gol-ha-ye Rangarang 
(گلهای رنگارنگ) en 1963 avec la chanson Ankeh Delam Raa Bordeh Khodaya, composée et arrangée par Parviz Yahaghi et avec des paroles de Bijan Taraghi.